# Олаф Фінсен
Олаф Фінсен (фар. Olaf Finsen; 3 лютого 1859, Торсгавн, Фарерські острови — 15 вересня 1937, Копенгаген, Данія) — фарерський політичний діяч, мер Торсгавна (1904⁣ — ⁣1909), перший в історії Фарерських островів фармацевт.

## Життєпис
Олаф був сином юриста Ганнеса Фінсена з Рейк'явіка та його першої дружини Джоан Софі Форманн з Фальстера. Його молодший брат Нільс Рюберг Фінзен був видатним вченим і фізіотерапевтом, володарем першої Нобелівської премії з фізіології та медицини, яку отримав в 1903 році. Мати Олафа померла, коли йому було всього лиш 3 роки. Олаф Фінсен був одружений з Марією Августою, яка народилася неподалік від Копенгагена.

### Кар'єра фармацевта
1879 року він склав іспит з фармацевтики у Копенгагені й 1882 року став кандидатом-фармацевтом. З 6 травня 1883 до 1913 року він був фармацевтом у своєму рідному місті Торсгавні, з 19 жовтня 1910 до 31 грудня 1922 року у данському місті Вайле, а потім аж до своєї смерті у Копенгагені.

### Політична кар'єра
З 1895 до 1909 року Фінсен працював у раді муніципалітету міста, а з 1904 до 1909 був мером. На той момент на Фарерських островах ще не існувало політичних партій, тому він був обраний як незалежний кандидат.